# Федерика Могерини
Федерика Могерини (итал. Federica Mogherini; Рим, Италија, 16. јун 1973) је италијанска политичарка. 
Године 2014, на самиту земаља Европске уније у Бриселу, изабрана је на функцију високе представнице Европске уније за спољну политику и безбедност. Ова функција је, према Лисабонском уговору, спојена са функцијом потпредседника Европске комисије. Пре ове функције обављала је дужност министра иностраних послова у влади премијера Матеа Ренција.
По образовању је дипломирани политиколог. Била је стипендиста Маршаловог фонда. Удата је за Матеа Ребезанија. Мајка је двоје деце.